# Могольська мова
Могольська мова — мова моголів, що відноситься до монгольської родини мов. Вважалася загроженою вже у 1950-ті; зараз нею, за наявними даними, говорить близько 200 осіб (представників старшого покоління). Поширений в Афганістані у двох селищах біля Герату: Кундур та Карез-і-Мулла. Носії могольської мови володіють також новоперською, пушту, дарі. Етнічні моголи на півночі Афганістану говорять пушту. Моголи вважають себе нащадками монгольських воїнів, що осіли в Афганістані, посланих на початку XIII століття Чингісханом для охорони земель в Афганістан.
Мова безписьмова; використовується в сімейному колі і частково як таємна мова. Є записи могольською мовою арабським письмом.